# Rhino Records
Rhino Records is het platenlabel van Rhino Entertainment Company, eigendom van Warner Music Group (WMG), met hoofdkantoor in Californië. Het label werd in 1973 opgericht door Richard Foos in een platenwinkel in Los Angeles, en houdt zich vanaf het midden van de jaren tachtig bezig met heruitgaves en compilaties uit de archieven van eerst Capitol Records, daarna uit die van de andere WMG-labels, zoals Atlantic Records.
Het eerste logo-design was een cartoon van William Stout : Rocky the Rhino.

## Geschiedenis
Richard Foos begon met het verkopen vanuit de achterbak van zijn auto, later in de winkel van Harold Bronson.
De eerste jaren van de productie van Rhino Records (1977-1985) bracht Rhino excentrieke platen, zoals gekleurd vinyl, vreemd gevormd, foto-cd's en een paar heruitgaven van albums die eerder op andere labels waren uitgebracht, maar die niet meer werden geperst.
Het label blonk in de begintijd van de cd uit in geluidskwaliteit door audiomastering van de originele band-opnames onder leiding van Bill Inglot, en door de creatieve verpakking maakte het Rhino tot een van de meest gerespecteerde heruitgaven platenlabels.
Er werden Best of albums van muziek uit de 60-jaren uitgebracht van o.a. The Troggs, Spencer Davis Group, Lovin' Spoonful en Greatist Hits zoals van de Yardbirds, veel werk van de Turtles en Phil Spector's producties uit 1958 tot 1961. 

## Capitol (1986-1992)
In 1986 sloot Rhino een overeenkomst met Capitol, Capitol ging de distributie voor Rhino verzorgen, en Rhino kreeg toegang tot de archieven van Capitol, waarna Best of/Greatest Hits uitgebracht werden van o.a. The Kinks,The Village People, Slim Harpo en James Brown.
Onder de naam Billboard Top kwamen jaaralbums uit als Billboard Top Rock 'N' Roll Hits, met de hits per jaar van 1957 tot en met 1974, Billboard Top R&B Hits van 1955 tot en met 1974, en  Billboard Top Hits van 1975 tot en met 1984.
In 1989 sloten Rhino en Capitol's moederbedrijf EMI een overeenkomst om gezamenlijk Roulette Records over te nemen; Rhino ontving de Amerikaanse rechten op de catalogus van Roulette, met uitzondering van jazz. Roulette had in de periode van 1959 tot 1964 albums uitgebracht van Ronnie Hawkins, die door Rhino als Ronnie Hawkins and the Hawks werden uitgebracht.

## Atlantic/Warner
In 1992 tekende Rhino een nieuwe distributieovereenkomst met Atlantic Records, onderdeel van Warner Music Group, en Warner kocht een 50 procent belang in Rhino.
Vanaf die periode werd uit de archieven muziek uitgegeven van o.a. Otis Redding, Aretha Franklin, Frank Zappa, het Monterey Pop Festival en Jonathan Richman.
In 1998 kocht Warner de andere helft van Rhino; waardoor het bedrijf een volledige eigendom van Warner werd.
In 2003 verlieten Foos en Bronson na de vele reorganisaties bij Warner.
Naast gewone heruitgaven, verschijnen er luxe, prijzige uitgaves, met fotoboeken, van beroemde albums uit het verleden. 
Zo verscheen in 2021 een luxe heruitgave van Déjà vu en een 4-CD resp 4-LP box van Joni Mitchell, de Reprise Albums.